# Вулиця Горіхова (Львів)
Вулиця Горіхова — вулиця в Личаківському районі Львова, у місцевості Знесіння. Пролягає від вулиці Ковельської до вулиці Гамалії.
Прилучаються вулиці Падури та Корейська.

## Історія та забудова
Вулиця виникла у середині XX століття, не пізніше 1950 року отримала назву Корейська бічна. Сучасну назву носить з 1958 року.
Забудована одно- та двоповерховими конструктивістськими будинками 1930-х—1950-х років, будинками барачного типу 1950-х років, приватними садибами 1960-х—2000-х років.